# IT'S IN THE STARS
『IT'S IN THE STARS』（イッツ・イン・ザ・スターズ）は、2006年2月22日にリリースされた日本の歌手グループw-inds.の、18枚目のシングルである。

## 解説
- タイトルソング「IT'S IN THE STARS」と、2曲目「Philosophy」、3曲目「Special Thanx!」がノン・ストップで収録されている。
- CD+DVD（メイキング＆インタビュー約15分）の初回盤と、CDのみの通常盤の2形態がジャケット違いでリリースされた。
- スウェーデンで活動する米国人女性歌手LaGaylia Frazierの同名同曲のカバー。
- 「IT'S IN THE STARS」のミュージック・ビデオの冒頭は、『スター・ウォーズ』のパロディとなっている。

## 収録曲
1. IT'S IN THE STARS
（作詞:shungo.　作曲:Lasse Andersson, Thomas Thornholm　編曲:Koma2 Kaz）
2. Philosophy
（作詞:shungo.　作曲:Lasse Andersson, Johan Stentorp　編曲:Koma2 Kaz）
3. Special Thanx!
（作詞:shungo.　作曲・編曲:田中隼人）
4. IT'S IN THE STARS (Instrumental)
（作曲:Lasse Andersson, Thomas Thornholm　編曲:Koma2 Kaz）

Non-stop mixed by TURBO(GTS)

## タイアップ
- ブルボン「はなのどガム」CMソング／NTV系『落下女』2月エンディング・テーマ